# Iserbrook
Iserbrook, Hamburg-Iserbrook – dzielnica miasta Hamburg w Niemczech, w okręgu administracyjnym Altona. 
1 kwietnia 1938 na mocy ustawy o Wielkim Hamburgu włączony w granice miasta.
Przez dzielnicę przebiega droga krajowa B431.